# Мира (певица)
Мира (настоящее имя — Аввакумова Анна Александровна; родилась
19 июня 1984 года в Рудном, Казахстан) — певица, музыкант, автор песен, композитор.

## Биография
Заниматься музыкой начала с 6 лет в детской музыкальной школе по классу фортепиано.
В 14 лет начала профессионально заниматься эстрадными танцами и прошла кастинг в шоу-балет «Эния» (под руководством балетмейстера В. Семагина). Около 2-х лет выступала в составе шоу-балета, после чего возобновила занятия музыкой.
В 2001 г., после окончания школы, Аввакумова поступила в Рудненский музыкальный колледж на дирижёрско-хоровое отделение. Через полгода прошла кастинг в эстрадно-вокальную группу «Гармония» (под руководством И. В. Сытько) и одновременно ушла из шоу-балета.
В 2001 г. стала победителем городского конкурса (г. Рудный) юных дарований «Рудненская звёздочка» в вокальном жанре.
В 2003 г. параллельно поступила на заочное отделение в Рудненский индустриальный институт на экономический факультет.
2003 г. в Казахстане проходит 1-й телевизионный проект «SuperStar KZ», на котором Аввакумова дошла до финала.
27 ноября 2004 г. побеждает в городском вокальном конкурсе «Молодые голоса» (г. Рудный).
В декабре 2004 года Аввакумова прошла кастинг в поп-группу «Минздрав предупреждает», куда она попала солисткой, а позднее и выступала в роли художественного руководителя коллектива.
По приезде в Москву Аввакумова прошла кастинг в поп-группу «Руки прочь» под руководством продюсера А. Елина.
В 2008 г. Аввакумова стала победительницей 1-го международного конкурса вокалистов «Путевка к звёздам» (Москва). Получила гран-при и приз зрительских симпатий со своей песней «Море, песок», с которой началась её сольная карьера.
В начале 2009 г. написанные Аввакумовой песни «10 грамм любви» и «Останься» были отобраны А. Б. Пугачевой в радиоконкурсе «Алла ищет таланты» и звучали на «Радио Алла».
В марте 2009 г. Аввакумова прошла в полуфинал международного конкурса «Новая волна — 2009». После чего композитор Владимир Матецкий и Денис Майданов написали для Аввакумовой песню «Вдыхай меня». Позже состоялось знакомство Аввакумовой с Д. Моссом и Н. Павловой, в сотрудничестве с которыми записала несколько новых песен для своего первого альбома.
В декабре 2012 года состоялась фотосессия для журнала «XXL». В апреле 2014 года Аввакумова совместно с Надеждой Гуськовой записали дуэтную композицию «Улетай», а также выпустили одноимённый видеоклип.
В апреле 2014 года Аввакумова совместно с Надеждой Гуськовой записали дуэтную композицию «Улетай», а также выпустили одноимѐнный видеоклип.
В 2015 году вышел клип «Медиаиндустрия».
В 2019 Аввакумова выпустила клип на песню «Иначе всё теперь».
В 2019 г стала обладательницей премии Fashion People Awards.
В 2019 г получила премию «Люди года 2019» по версии журнала FB в номинации «Прорыв года».
В 2021 г выступала со своей новой песней «Рискнём» на премии Fashion People Awards.
В 2021 г. получила премию телеканала Fashion TV в номинации «Стильный трек» за свою песню «Рискнём».

## Синглы
| Исполнитель                   | Название сингла                                | Автор музыки                       | Автор слов        |
| ----------------------------- | ---------------------------------------------- | ---------------------------------- | ----------------- |
| Мира                          | Destenation Love Мира — Пока, пока мой мальчик | Н. Павлова                         | Н. Павлова        |
| Мира                          | 10 грамм любви                                 | А. Аввакумова                      | А. Аввакумова     |
| Мира                          | Вдыхай меня                                    | Д. Майданов                        | В. Матецкий       |
| Мира                          | Капли с крыш                                   | Д. Майданов                        | А. Аввакумова     |
| Мира                          | Кем ты хочешь быть сегодня                     | Н. Павлова                         | Н. Павлова        |
| Мира                          | Море, песок                                    | А. Аввакумова                      | А. Аввакумова     |
| Мира                          | Остановка дыхания (Remix & Neo MASTER DJ’S)    | А. Аввакумова                      | А. Аввакумова     |
| Мира                          | Останься                                       | А. Аввакумова                      | А. Аввакумова     |
| Мира                          | Ты слышишь                                     | А. Аввакумова                      | А. Аввакумова     |
| Мира                          | Шаг-поворот                                    | Н. Павлова                         | Н. Павлова        |
| Мира                          | Я узнаю тебя                                   | Н. Павлова                         | Н. Павлова        |
| Мира                          | Остановка дыхания                              | А. Аввакумова                      | А. Аввакумова     |
| Мира и Надежда Гуськова       | Улетай                                         | Н. Павлова                         | Н. Павлова        |
| Мира                          | Любовь                                         | А. В. Стародумова                  | А. В. Стародумова |
| Мира                          | Иначе всё теперь                               | А. В. Стародумова                  | А. В. Стародумова |
| Мира                          | На абордаж                                     | В. Г. Петросян                     | Ю. К. Беспалова   |
| Мира                          | Медиаиндустрия                                 | Р. Довлатов                        | A.Yuldashev       |
| Мира                          | Медиаиндустрия (Mayøne Remix)                  | Р. Довлатов/Remixer — Mayøne       | A.Yuldashev       |
| Мира                          | На абордаж (OST Evgen FM Remix)                | В. Г. Петросян/Remixer — OST Evgen | Ю. К. Беспалова   |
| Мира                          | Рискнём                                        | А. В. Стародумова                  | А. В. Стародумова |
| Мира feat Вячеслав Ольховский | Небеса                                         | С. А. Билый                        | Е. В. Приходько   |
| Мира                          | Любовь (AMSTYZA REMIX)                         | А. В. Стародумова/Remixer — AMSTYZ | А. В. Стародумова |

## Видеоклипы
| Год  | Исполнитель             | Название                 |
| ---- | ----------------------- | ------------------------ |
| 2008 | Мира                    | «Море, песок»            |
| 2010 | Мира                    | «Вдыхай меня»            |
| 2011 | Мира                    | «Пока, пока мой мальчик» |
| 2014 | Мира и Надежда Гуськова | «Улетай»                 |
| 2015 | Мира                    | «Медиаиндустрия»         |
| 2019 | Мира                    | «Иначе всё теперь»       |

## Премии и награды
| Год  | Название                                                          | Статус   | Награда                                              |
| ---- | ----------------------------------------------------------------- | -------- | ---------------------------------------------------- |
| 2001 | Конкурс юных дарований «Рудненская звёздочка» (г. Рудный)         | Участник | Победитель                                           |
| 2003 | 1-й телевизионный проект «SuperStar KZ» (Казахстан)               | Участник | Финалист                                             |
| 2004 | Городской вокальный конкурс "Молодые голоса                       | Участник | Победитель                                           |
| 2008 | 1-й международный конкурс вокалистов «Путевка к звёздам» (Москва) | Участник | Победитель                                           |
| 2009 | «Новая волна»                                                     | Участник | Полуфинал                                            |
| 2014 | Премия журнала FHM                                                | Участник | «100 самых сексуальных девушек планеты»              |
| 2019 | Премии Ru.TV                                                      | Гость    |                                                      |
| 2019 | Fashion People Awards                                             | Участник | Номинация «МЕГАМИСКС ГОДА» за песню «МЕДИАИНДУСТРИЯ» |
| 2019 | «ЛЮДИ ГОДА 2019» по версии журнала FB                             | Участник | «Прорыв года»                                        |
| 2021 | Fashion People Awards                                             | Гость    |                                                      |
| 2021 | Премия телеканала Fashion TV                                      | Участник | Номинация «Стильный трек» за песню «Рискнём»         |